# Televisão em Sergipe
A Televisão no Estado de Sergipe foi iniciada no ano de 1965, quando foi instalada em um dos pontos mais altos da cidade, a primeira repetidora de televisão da cidade de Aracaju. Era então, uma repetidora da TV Tupi. Alguns anos depois, foi instalada a primeira emissora geradora do estado: A TV Sergipe, que se tornou retransmissora da TV Tupi.
Antes desse feito, foi preciso que muitos desbravadores tivessem a coragem para transformar em realidade o sonho de criar no estado a primeira emissora de televisão.
No início da década de 60, Irineu Fontes, então representante de rádios e radiolas, viaja a São Paulo e vê de perto a revolução que a televisão causa na vida da cidade e das pessoas.
Ao retornar a Aracaju, Irineu conversa com o prefeito da capital na época, Godofredo Diniz, que fica entusiasmado com o que ouve e libera uma verba para a compra da antena. Começa a nascer o embrião da televisão em Sergipe.
A antena repetidora é, então, montada no Morro do Urubu, zona norte da cidade. O poder irradiante é pequeno e o sinal que chega, da TV Jornal de Pernambuco, não era dos melhores. Mas é suficiente para encantar os poucos privilegiados que possuem um aparelho de TV comprado na loja a Curvelo.
Os empresários Francisco Pimentel Franco, Josias Passos, Getúlio Passos, José Alves, Hélio Leão, Augusto Santana, Paulo Vasconcelos, Lauro Menezes e Luciano Nascimento, todos contagiados pelo idealismo de Nairson Menezes, juntam-se para criar a primeira emissora de TV do estado, a TV Sergipe.
Em 15 de novembro de 1971, vai ao ar o sinal da TV Sergipe, hoje afiliada Rede Globo, pelo canal 04 VHF.
Em 17 de maio de 1975, vai ao ar o sinal da TV Atalaia, hoje afiliada Rede Record, pelo canal 08 VHF.
Em 31 de janeiro de 1985, vai ao ar o sinal da TV Aperipê, hoje afiliada TV Cultura, pelo canal 02 VHF.
Em 6 de novembro de 1987, vai ao ar o sinal da TV Jornal pelo canal 13 VHF, que foi afiliada a Rede Manchete e a Rede Bandeirantes, tendo sido vendida em 1997.
Em 7 de agosto de 1997, vai ao ar o sinal da TV Canção Nova SE, pelo canal 13 VHF, após a compra da TV Jornal.
Em 03 de junho de 1998, vai ao ar o sinal da TV Cidade, hoje chamada de +TVC, pelo canal 20 da Sim TV e hoje, também pelo canal 25 da NET, que em 2017 se transformaria na Rede Nordeste TV.
Em 29 de maio de 2001, vai ao ar o sinal da TV Caju. Hoje, emissora extinta.
Em 22 de junho de 2004, vai ao ar o sinal da TV Alese, pelo canal 16 da Sim TV.
Em 30 de Maio de 2018, acontece o desligamento do Sinal Analógico na Capital Aracaju, e em mais 17 Municípios do estado.

## Emissoras abertas
- TV Sergipe (Rede Globo) - Foi a primeira emissora do estado, tendo sido fundada em 1971, pode ser sintonizada no canal 04 VHF. A emissora foi fundada por um grupo de empresários do comércio local, com uma visão futurista para o estado. Os pioneiros tiveram à frente Josias Passos e Chico Franco (P. Franco). A coragem de implantar uma emissora, que mais tarde se transformou na TV Sergipe. Alguns anos depois, a emissora foi vendida para o grupo dono da TV Aratu da Bahia, a emissora baiana enviou o jornalista Mozart Santos que se tornou o responsável pela segunda fase da emissora sergipana. Sendo adquirida anos mais tarde pela Família do ex-governador Augusto Franco, com quem está até hoje. Naírson Menezes, que foi diretor da TV Record, em São Paulo, esteve à frente da TV Sergipe. Em 1973, tornou-se afiliada a Rede Globo a qual é afiliada até os dias atuais.

- TV Atalaia (Rede Record)- Em seguida, em 17 de maio de 1975, surge a TV Atalaia, sintonizada no canal 08 VHF , Também chegou a ser afiliada a TV Tupi juntamente de programas locais. Posteriormente transmitiu a Rede Bandeirantes (1980-1986) e o SBT (1986-2006). A partir de 2006, passou a transmitir a programação da Rede Record. A TV Atalaia se destaca por alguns feitos, como por exemplo,foi a primeira emissora local das regiões norte/nordeste do Brasil a transmitir sua programação totalmente colorida. E foi a primeira emissora do estado, a transmitir seu sinal pelo sistema digital e primeira no nordeste a exibir seus telejornais locais em Alta Definição (HD).

- TV Aperipê (TV Cultura) - Em 1985, foi fundada a TV Aperipê, sintonizada no canal 2 VHF, a primeira TV pública do estado, gerando inicialmente a programação da então TVE (hoje TV Brasil), anos depois passou a transmitir a programação da TV Cultura mantendo alguns programas da TVE. A partir de 2007, passou a retransmitir a programação da então recém-criada TV Brasil e mais tarde retornou a TV Cultura. Na TV analógica seu canal era o 2 VHF, com o apagão, migrou para o 6.1.
- TV Canção Nova SE (Canção Nova) - Fundada em 1997, após a aquisição tanto da concessão quanto dos equipamentos da antiga TV Jornal. Hoje é uma das emissoras sergipanas com poucas horas dedicadas a programação local. Pode ser sintonizada no canal virtual 13.1 em Aracaju e 3.1 em Itabaiana.

- TV Alese - Em 22 de junho de 2004, foi criado o canal da Assembleia Legislativa do Estado de Sergipe. Desde sua fundação, na TV por Assinatura, o canal tinha interesse em uma concessão para TV aberta no estado. Desde 2016, com a criação da Rede Legislativa em Sergipe, em parceria com o Senado Federal, a Câmara dos Deputados e a Câmara Municipal de Aracaju, a TV Alese consegue um espaço na TV aberta sergipana, ocupando o canal 5.2. A sua programação é composta de sessões da assembleia e de programas que mostram a cultura local.
- TVC (TV Cultura) - No principio, uma emissora da Rede Gênesis autorizada na cidade de Barra dos Coqueiros, Região Metropolitana de Aracaju. No ar desde Novembro de 2016 (como Rede Genesis Sergipe), ocupou o canal 15 UHF. Como o apagão da TV analógica, migrou inicialmente para o canal virtual 5.1 e mais tarde para 7.1.
- TV Liberdade (TV Verdade) - Emissora da Fundação Brasil Ecoar, geradora da TV Baiana de Salvador. Foi criada em 2019, fruto de uma parceria com a Rede Gênesis no canal digital 14, virtual 5.1. Após a criação da TVC, migrou sua programação para o canal 32 UHF, virtual 3.1.
- TV UFS (TV Brasil) - Criada em maio de 2022 e integrante da Rede Nacional de Comunicação Pública (RNCP), a emissora é fruto da parceria entre a Universidade Federal de Sergipe (UFS) e a Empresa Brasil de Comunicação (EBC).

## Emissoras extintas
- TV Jornal - Em 1987, foi criado a TV Jornal, sintonizada no canal 13 VHF, transmitindo as imagens da extinta Rede Manchete, sendo uma das primeiras afiliadas desta rede no Nordeste. Em 1993, com a crise na Rede Manchete, passou a retransmitir as imagens da Rede Bandeirantes. Em 1997, após 10 anos da fundação da emissora, os proprietários da emissora anunciam a venda da TV Jornal. A emissora de TV católica, a TV Canção Nova, até então pouco conhecida na maioria dos estados brasileiros, se apresenta para comprar. Então os proprietários da TV Jornal vendem para a Canção Nova, que após a compra, procede o fim da afiliação com a Bandeirantes e o novo nome: TV Canção Nova Aracaju, virando emissora própria da Canção Nova na Região Nordeste.
- TV Atalaia News - Fundada em meados de 2001, exibia matérias da TV Atalaia em programas produzidos pela própria emissora. Foi a emissora sergipana que passou menos tempo no ar, encerrando suas transmissões cerca de dois anos após sua criação.
- TV Caju - No ano de 2001, foi criado o segundo canal de televisão local por assinatura. De sua fundação até meados de 2012, sua programação era totalmente focada no conteúdo local. Chegou a ser afiliada da TV Diário durante seus últimos anos. Em 2013 encerrou suas atividades.
- Rede Nordeste TV - Em 6 de junho de 1998, criada como TV Cidade, foi o primeiro canal local de televisão por assinatura de Aracaju. Sua primeira transmissão foi da prévia carnavalesca Pré-Caju. O sucesso dessa transmissão deu início a transmissão de outros programas. Foi também a primeira emissora sergipana de conteúdo totalmente local. Em 5 de junho de 2006, tornou-se afiliada da Rede TV!. Em 17 de março de 2013, passou a ser totalmente local.

## Retransmissoras
A partir de 1995, chega ao estado a primeira TV em sinal UHF, a Rede Vida de Televisão, canal 39. Em seguida, a Rede Record, no canal 18, que em seguida passou a retransmitir o sinal da Rede Mulher (antes transmitida no canal 44) e hoje a Record News. Em 2003, é a vez da Rede Bandeirantes no canal 44, mais tarde a RIT, no canal 20, a extinta TV da Gente (que mais tarde virou a Rede Família/TV Universal) no canal 23 (outorgado para MTV Brasil, atual Ideal TV), Boas Novas, no Canal 28 e o SBT, após perder a afiliação com a TV Atalaia para a Rede Record, retornou a Sergipe no canal 50.
Em 2011, mais duas retransmissoras analógicas entraram no ar, o canal 26, a CNT e o canal 57 Rede Mundial.

## Novas emissoras de Televisão Aberta

### Concorrência para nova emissora
Em 2007, foi aberto pelo Ministério das Comunicações (MC) um edital para uma nova televisão aberta, na cidade de Aracaju. Mas, inexplicavelmente esse edital acabou sendo cancelado. Muitos acreditam que o real motivo para o encerramento da concorrência foi o de que o canal seria um "presente político".
Em 2009, foi lançado um novo edital para mais uma emissora de televisão aberta na cidade. Sendo iniciada a concorrência no dia 17 de dezembro do mesmo ano. O valor mínimo estabelecido pelo MC foi de R$ 2,5 milhões.
Ao todo apresentaram-se 17 empresas de vários estados brasileiros e também locais. O estado de Sergipe é um importante mercado para a vencedora, pois além de possuir apenas duas emissoras com caráter comercial, terá grande audiência e há a possibilidade de que essa nova emissora, acabe ou pelo menos diminua o domínio da Família Franco no mercado da televisão sergipana, a qual é dona da TV Sergipe (Globo) e da TV Atalaia (Record), as principais emissoras de televisão do estado.

## Operadoras de TV por assinatura locais

### SIM TV
A primeira operadora local de TV por assinatura de Aracaju, foi a Plataforma Telecomunicações, iniciando suas operações entre os bairros 13 de Julho (onde ficava sua sede) e São José, operava sem decodificadores o que facilitava a existência de ligações clandestinas. Pouco tempo depois, a empresa foi vendida para a Televisão Cidade (apesar da semelhança, nada tem a ver com a emissora de mesmo nome), e passou a ser afiliada a NET, mudando sua sede para o bairro Atalaia e expandiu sua rede para outros bairros (entre a Zona Sul e o arredores do Centro de Aracaju).
Em 2010, o Grupo Bandeirantes unificou as duas marcas que a TVC operava, ou seja, a operação de Aracaju passou a ser chamada de SIM Aracaju.

### JET TV (Lig TV)
No ano de 2001, é fundada a segunda operadora local de Sergipe, a Lig TV, na época pertencente ao grupo Cataguazes-Leopoldina, atual Energisa. A usa área de abrangência inicialmente era a Região Metropolitana de Aracaju, mas tarde expandindo para mais 4 municípios, totalizando uma cobertura de 8 cidades.
Em 2009, a Lig TV é vendida para o grupo Português Acom Comunicações e passa a se chamar Jet Aracaju.
Em 2013, poucos meses após a compra da operadora pela Sky, encerrou as atividades e migrou seus assinantes para a operadora nacional.

### NET
No segundo semestre de 2013, a rede da NET começou a ser instalada em Aracaju, passando a operar ainda em 2013 em alguns bairros.

## Televisão digital
Atualmente há 15 canais operando no sistema digital, sendo que apenas cinco possuem programas em HDTV.
Em 22 de janeiro de 2009, entrou no ar os sinal digital da TV Atalaia, afiliada da Rede Record, mas somente exibindo conteúdo em definição standard (SD), passando a exibir conteúdo em HDTV em fevereiro de 2010.
Em 12 de novembro de 2009, a TV Canção Nova SE colocou seu sinal digital no ar, mas até hoje ainda não exibiu conteudo em HDTV, tendo como previsão junho de 2012.
No dia 17 de novembro de 2009, foi assinado oficialmente a consignação dos canais digitais das geradoras de TV de Sergipe.
Em 1º de março de 2010, entrou no ar o sinal digital da TV Sergipe, afiliada da Rede Globo.
Em 22 de novembro de 2011, foi ao ar a primeira retransmissora digital de Sergipe, a Rede Vida.
Em 5 de março de 2012, foi outorgado o canal digital que irá retransmitir a TV Senado, não há previsão para que o canal vá ao ar.
Em 20 de março de 2012, foi outorgado a primeira retransmissora digital do interior do estado de Sergipe, trata-se retransmissora da TV Sergipe, na cidade de Itabaiana.
Em 2 de abril de 2012, foi outorgado a retransmissora digital da TV Câmara, em Aracaju.
Em 20 de junho de 2012, a segunda retransmissora digital do interior do estado é outorgada, trata-se da TV Sergipe, na cidade de Canindé de São Francisco.
No dia 31 de julho de 2012, a terceira retransmissora digital do interior do estado é outorgada, trata-se da TV Canção Nova, na cidade de Itabaiana.
Desde o dia 21 de agosto de 2012, a TV Atalaia iniciou a transmissão digital na cidade de Itabaiana, utilizando o canal outorgado para a TV Canção Nova.
Em 28 de agosto de 2012, foi outorgado a retransmissora digital da TV Século 21 na cidade de Propriá.
No dia 14 de setembro de 2012, foi outorgado mais uma retransmissora da TV Século 21, esta na cidade de Estância.
Em 17 de setembro de 2012, a TV Século 21 recebeu mais uma consignação de retransmissora digital, dessa vez na cidade de Lagarto.
No dia 20 de setembro de 2012, foi autorizados as RTVD's da TV Século 21 em Itabaiana e da TV Canção Nova SE em Propriá.
No dia 8 de março de 2013, foi publicada autorização para o canal digital referente ao 23 analógico, na cidade de Aracaju.
No dia 26 de março de 2013, o canal digital referente a RIT foi autorizado para a cidade de Aracaju.
Em 27 de março de 2013, foi publicada autorização para o canal digital da Record News, em Aracaju.
Em 1º de abril de 2013, a autorização para o canal digital da Band Bahia em Aracaju foi publicada.
No dia 30 de outubro de 2013, a CNT recebeu autorização para seu canal digital em Aracaju.
Em 31 de outubro de 2013, o SBT recebeu autorização para seu canal digital na capital.
No dia 20 de maio de 2014, a TV Aperipê estreou oficialmente seu sinal digital, porém, em SD.
No dia 03 de junho de 2014, o sinal em Alta Definição da Band Bahia entrou no ar em Aracaju.
Em 10 de setembro de 2014 vai ao ar o sinal em alta definição (HD) do SBT em Aracaju.
Em 15 de dezembro de 2016 vão ao ar as emissoras TV Senado, TV Alese, TV Câmara, TV Câmara Municipal. Todos eles disponíveis nos canais 48.1, 48.2, 48.3 e 48.4 respectivamente
Em 25 de outubro de 2018 vai ao ar o sinal em alta definição (HD) da TV Liberdade Transmissora da Rede Gênesis em parceria com a Rede Boas Novas no canal 15.1
No dia 07 de Janeiro de 2019 a TV Liberdade passa a transmitir seu sinal pelo canal 5.1
Quadro dos sinais digitais em Aracaju
| Canal físico | Canal virtual      | Nome                                                                           | Transmissão | EPG | Tipo         |
| ------------ | ------------------ | ------------------------------------------------------------------------------ | ----------- | --- | ------------ |
| 14           | 7.1                | TVC (TV Cultura)                                                               | HD          | Não | TV Educativa |
| 17           | 18.1               | Record News                                                                    | HD          | Não | RTVD         |
| 18           | 10.1               | Rede Mundial                                                                   | SD          | Não | RTVD         |
| 21           | 21.1               | RIT                                                                            | SD          | Não | RTVD         |
| 24           | 23.1               | Rede Família                                                                   | HD          | Não | RTVD         |
| 25           | 26.1               | CNT                                                                            | HD          | Não | RTVD         |
| 27           | 27.1               | TV Novo Tempo                                                                  | HD          | Não | RDTV         |
| 29           | 28.1               | TV Pai Eterno                                                                  | HD          | Não | RTVD         |
| 31           | 6.1                | TV Aperipê (TV Cultura)                                                        | HD          | Sim | TV Educativa |
| 32           | 3.1                | TV Liberdade (TV Verdade)                                                      | HD          | Não | RTVD         |
| 33           | 4.1                | TV Sergipe (Rede Globo)                                                        | HD          | Sim | TV Comercial |
| 35           | 8.1                | TV Atalaia (Rede Record)                                                       | HD          | Sim | TV Comercial |
| 38           | 39.1               | Rede Vida                                                                      | HD          | Sim | RTVD         |
| 13           | 41.1               | TV Canção Nova SE                                                              | HD          | Não | TV Comercial |
| 42           | 42.1               | Rede Brasil                                                                    | HD          | Não | RTVD         |
| 43           | 44.1               | Band Bahia (Band)                                                              | HD          | Não | RTVD         |
| 48           | 5.1, 5.2, 5.3, 5.4 | Rede Legislativa (TV Senado, TV Alese, TV Câmara Federal, TV Câmara Municipal) | SD          | Não | RTVD         |
| 46           | 46.1               | TV Aparecida                                                                   | HD          | Não | RTVD         |
| 49           | 2.1, 2.2, 2.3, 2.4 | Mix EBC (TV UFS (TV Brasil), Canal Gov, Canal Educação, Canal Saúde)           | HD          | Sim | TV Educativa |
| 51           | 50.1               | SBT                                                                            | HD          | Sim | RTVD         |

Quadro dos sinais digitais do interior de Sergipe
| Cidade                   | Canal físico | Canal virtual | Nome                     | Transmissão | EPG | Tipo |
| ------------------------ | ------------ | ------------- | ------------------------ | ----------- | --- | ---- |
| Itabaiana                | 32           | 13.1          | TV Sergipe (Rede Globo)  | HD          | Sim | RTVD |
| Itabaiana                | 35           | 8.1           | TV Atalaia (Rede Record) | HD          | Sim | RTVD |
| Canindé de São Francisco | 32           | 11.1          | TV Sergipe (Rede Globo)  | HD          | -   | RTVD |
| Pedrinhas                | 34           | 34.1          | TV Sergipe (Rede Globo)  | HD          | -   | RTVD |
| Propriá                  | 16           | 2.1           | Rede Século 21           | HD          | -   | RTVD |
| Propriá                  | 39           | 30.1          | Rede Vida*               | -           | -   | RTVD |
| Propriá                  | 41           | 7.1           | TV Canção Nova SE*       | -           | -   | RTVD |
| Estância                 | 19           | 6.1           | Rede Século 21*          | -           | -   | RTVD |
| Estância                 | 40           | 51.1          | Rede Vida*               | -           | -   | RTVD |
| Estância                 | 42           | 7.1           | TV Canção Nova SE*       | -           | -   | RTVD |
| Lagarto                  | 16           | 17.1          | Rede Século 21*          | -           | -   | RTVD |
| Nossa Senhora da Glória  | 34           | 10.1          | TV Sergipe (Rede Globo)  | HD          | -   | RTVD |
| Tobias Barreto           | 41           | 4.1           | TV Canção Nova SE*       | -           | -   | RTVD |
| Monte Alegre             | 34           | 7.1           | TV Sergipe (Rede Globo)  | HD          | -   | RTVD |

* - Em implantação/Sem Previsão
** - A emissora de Aracaju ainda não transmite conteudo em HDTV e não há previsão.